# 特里格罗斯德尔瓦列
特里格罗斯德尔瓦列，是西班牙卡斯蒂利亚-莱昂巴利亚多利德省的一个市镇。总面积38平方公里，总人口317人（2001年），人口密度8人/平方公里。